# Andrej Škrábik
Andrej Škrábik (13. květen 1882, Rajec – 8. leden 1950, Banská Bystrica) byl římskokatolický kněz, biskup, náboženský spisovatel.

## Životopis
Studoval na gymnáziu v Žilině a v Nitře, filozofii a teologii na univerzitě v Budapešti. 17. září 1904 byl vysvěcen na kněze a v roce 1911 dosáhl titul doktora teologie. V roce 1929 byl jmenován nitranským kanovníkem, později generálním vikářem nitranského biskupství. Dne 12. srpna 1939 byl jmenován titulárním biskupem scyrským a pomocným biskupem nitranským. 17. září téhož roku byl vysvěcen za biskupa, hlavním světitelem byl arcibiskup Karol Kmeťko, spolusvětiteli byli Pavol Jantausch a Michal Buzalka. V roce 1941 se stal biskupem-nástupcem banskobystrického biskupa Mariána Blahu. Po jeho smrti se automaticky stal banskobystrickým biskupem. Přenesl sídlo biskupa ze sv. Kříže nad Hronom (nyní Žiar nad Hronom) do Banské Bystrice. Během SNP ukryl v semináři a v biskupské rezidenci v Banské Bystrici mnoho politických exponentů a zachránil je před pronásledováním. Spolu s dr. Jánem Balkem, veřejným činitelem v Banské Bystrici, se zasloužil o záchranu deseti významných činitelů SNP, které měli Němci popravit. Po převzetí moci komunisty v roce 1948 měl být pro své nekompromisní postoje postaven před soud, čemuž zabránila jeho nemoc a předčasná smrt 8. ledna 1950.
Dr. Škrábik byl vysokoškolský profesor teologie, předseda Díla šíření víry na Slovensku, ředitel náboženských nadací, soudce církevního soudu, organizátor misijního díla. Byl autorem polemických prací na obranu katolické církve a náboženství, ale i příručky slovenského jazyka pro Maďary. Přispíval do několika novin a časopisů.

## Dílo
- Úvod do řeči české, Nitra roce 1919
- Jan Hus ve světle pravdy, Trnava roce 1923
- Červené Slovensko, 1. vyd., Trnava 1925
- Červené Slovensko, propracované 2. vyd., Trnava 1926
- Římská otázka, Trnava 1930
- Misijním světem, Trnava 1940